# مقاطعة أوزبورن (كانساس)
مقاطعة أوزبورن (بالإنجليزية: Osborne County)‏ هي إحدى المقاطعات في ولاية كانساس، الولايات المتحدة الأمريكية.